# 11号美国国道
美國國道11跨越美國 南北方。全長1645英哩(2647公里) 。 

## 相關高速公路
- 美國國道111
- 美國國道211
- 美國國道311
- 美國國道411
- 美國國道511
- 美國國道611
- 美國國道711

## 州份
- 維吉尼亞
- 西維吉尼亞
- 紐約州
- 田納西
- 賓夕法尼亞
- 佐治亞
- 馬里蘭
- 阿拉巴馬
- 密西西比
- 路易斯安那

## 高速公路連接點
- 美國國道90
- 美國國道190
- 美國國道49
- 美國國道80
- 美國國道98
- 美國國道45
- 美國國道43
- 美國國道82
- 美國國道78
- 美國國道31
- 美國國道280
- 美國國道231
- 美國國道278
- 美國國道431
- 美國國道41
- 美國國道64
- 美國國道72
- 美國國道127
- 美國國道27

## 州際公路連接點
- 510號州際公路
- 10號州際公路
- 12號州際公路
- 20號州際公路
- 59號州際公路
- 359號州際公路
- 459號州際公路
- 65號州際公路
- 75號州際公路
- 24號州際公路